# Превеза (ном)
Превеза (грец. Πρέβεζα) — ном в Греції, розташований в периферії Епір. Столиця — місто Превеза.

## Муніципалітети і комуни
| Муніципалітет | YPES код | Місцева влада (якщо відрізняється) | Поштовий код |
| ------------- | -------- | ---------------------------------- | ------------ |
| Аногії        | 4301     | Горгомілос                         | 482 00       |
| Фанарі        | 4308     | Каналлакі                          | 480 62       |
| Філіппіада    | 4309     |                                    | 482 00       |
| Лурос         | 4305     |                                    | 480 61       |
| Парга         | 4306     |                                    | 480 60       |
| Превеза       | 4307     |                                    | 481 00       |
| Теспротіко    | 4303     |                                    | 483 00       |
| Залонго       | 4302     | Каналі                             | 481 00       |
| Комуна        | YPES код | Місцева влада (якщо відрізняється) | Поштовий код |
| Кранеа        | 4304     |                                    | 483 00       |

| Греція | Це незавершена стаття з географії Греції. Ви можете допомогти проєкту, виправивши або дописавши її. |